# Enrique Padilla
Enrique Padilla   (Casa Padilla, 12 de juny de 1890 - 1966) va ser un jugador de polo argentí que va competir durant la dècada de 1920.
El 1924 va prendre part en els Jocs Olímpics de París, on guanyà la medalla d'or en la competició de polo. Padilla compartí equip amb Arturo Kenny, Juan Miles, Guillermo Naylor i Juan Nelson. Aquesta va ser la primera medalla d'or argentina de la història en uns Jocs Olímpics.